# Venejoki (vattendrag, lat 67,28, long 24,10)
Venejoki är ett vattendrag i Finland.   Det ligger i landskapet Lappland, i den norra delen av landet, 800 km norr om huvudstaden Helsingfors.